# Син Ын Чхоль
Син Ын Чхоль (кор. 신은철; род. 26 декабря 1973) — корейский боксёр, представитель лёгкой весовой категории. Выступал за сборную Южной Кореи по боксу на всём протяжении 1990-х годов, бронзовый призёр чемпионата мира, обладатель бронзовой медали Азиатских игр, участник летних Олимпийских игр в Атланте.

## Биография
Син Ын Чхоль родился 26 декабря 1973 года.
В 1993 году вошёл в состав южнокорейской национальной сборной и выступил на Кубке мэра в Маниле.
В 1995 году боксировал на чемпионате Азии в Ташкенте, сумев дойти до стадии четвертьфиналов в зачёте лёгкой весовой категории.
Благодаря череде удачных выступлений удостоился права защищать честь страны на летних Олимпийских играх 1996 года в Атланте — в категории до 60 кг благополучно прошёл двоих соперников по турнирной сетке, тогда как третьем четвертьфинальном бою со счётом 10:16 потерпел поражение от алжирца Хосина Солтани, который в итоге и стал победителем этого олимпийского турнира.
После Олимпиады Син остался в основном составе боксёрской команды Южной Кореи и продолжил принимать участие в крупнейших международных турнирах. Так, в 1997 году он побывал на чемпионате мира в Будапеште, откуда привёз награду бронзового достоинства — в полуфинале лёгкого веса со счётом 2:15 проиграл россиянину Александру Малетину.
В 1998 году выступил на Азиатских играх в Бангкоке, где так же стал бронзовым призёром в лёгком весе.